# 216 Клеопатра
216 Клеопатра (лат. 216 Kleopatra) је астероид главног астероидног појаса. Приближан пречник астероида је 124 km,
а средња удаљеност астероида од Сунца износи 2,796 астрономских јединица (АЈ).
Инклинација (нагиб) орбите у односу на раван еклиптике је 13,095 степени, а орбитални период износи 1708,408 дана (4,677 године). Ексцентрицитет орбите астероида износи 0,248.
Апсолутна магнитуда астероида износи 7,30 а геометријски албедо 0,116.
Астероид је откривен 10. априла 1880. године. Занимљивост астероида је необичан облик, као кост.